# Central Termoelétrica de Porto de Mós
Corria o ano de 1930 quando D. José Saldanha da Gama, principal empresário da Empresa Mineira do Lena, mandou construir a Central Termoelétrica em Porto de Mós. Este empresário foi muito importante no distrito de Leiria ao contribuir em muito no desenvolvimento da eletrificação desta região.
Ao terminar a construção deste edifício em 1933, a população do concelho de Porto de Mós começa a substituir as velhas candeias de azeite e os candeeiros de petróleo por iluminação artificial gerada pela central termoelétrica.
Com a introdução da eletricidade nesta região, Porto de Mós viu chegar um novo setor comercial, o de eletrodomésticos, que se desenvolveu rapidamente expandindo-se por todo o concelho.
O edifício da Central dividia-se em duas secções, uma secção construída em ferro e tijolos de barro maciço para suportar as elevadas temperaturas causadas pelo carvão em combustão das fornalhas e a outra secção construída maioritariamente com materiais mais vulneráveis como o cimento e a pedra calcaria. Esta secção servia para distribuir a energia eléctrica para a rede pública e privada.
Existia até há bem pouco tempo uma ponte de cimento e ferro que possibilitava a entrada do carvão através dos vagões onde era depositado numa rampa afunilada para o interior das fornalhas.
No piso inferior da Central as cinzas ainda incandescentes e os resíduos provenientes das fornalhas caiam através de um funil de ferro para os vagões, sendo estes resíduos depois transportados para um terreno adjacente à Central com cerca de 1000 m², que mais tarde viera a ser aproveitado para a construção de caminhos rurais.
Ainda junto à central termoelétrica, podemos verificar a presença de uma estrutura construída em cimento e tijolos de barro que servia para a refrigeração das turbinas que se encontravam no piso inferior da Central.
Este antigo edifício tinha uma chaminé de grandes dimensões que permitia uma melhor combustão do carvão e no seu cimo existia ainda uma Sirene que durante muitos anos orientou a população local, anunciando os períodos de trabalho e horas de almoço.
Diariamente esta central consumia cerca de 30 a 40 toneladas de carvão para produzir uma energia de 1250 kW/hr. Ao ser selecionado o carvão era transportado pela linha-férrea, o de pior qualidade proveniente das Minas do Vale Lena, Alcanadas e Golfeiros era consumido na central termoelétrica e o melhor qualidade proveniente da Bezerra era comercializado para os clientes C.P., Cimenteiras de Maceira/Leiria e Alhandra, transportados por comboio pela linha-férrea da Martingança.
Ligada à central termoelétrica está também a construção do 1º cinema em Porto de Mós construído para distração dos funcionários desta empresa. Era operador da Máquina de Projeções cinematográficas o eletricista-chefe funcionário da Empresa Mineira do Lena, Vasco Barbosa de Oliveira, nascido em 18 de julho de 1910 e falecido a 5 de junho de 1994. Realizavam-se também touradas no local onde hoje se situam as instalações da Empresa Ricel na Corredoura na década de 1940 para distração dos funcionários desta empresa.
A empresa Mineira do Lena era nesta altura uma empresa bem sucedida com métodos de trabalho eficientes devido ao empenho do principal acionista Eng.º João Monteiro Conceição. Nascido na freguesia de Safara no Concelho de Moura, este engenheiro formado em Lisboa no curso de engenheiro Técnico acabou por se fixar em Porto de Mós e foi convidado a prestar trabalhos para a Empresa Mineira do Lena no tempo em que esta era dirigida por Paul Marjon. No ano de 1930 assumiu poder na direção da Empresa Mineira do Lena e entre 1934 e 1938 esteve em Lisboa a formar-se em Engenharia, no Instituto Superior Técnico. No fim de terminar o curso, já casado viria a fixar-se novamente em Porto de Mós dirigindo a Empresa Mineira do Lena até esta ser encerrada por seu intermédio em 1950 devido ao esgotamento do carvão de boa qualidade proveniente da Bezerra. As outras reservas de carvão estavam nesta altura também praticamente esgotadas, não restando dúvidas para o encerramento desta empresa que provocou também o encerramento da central termoelétrica. Acabando aqui uma longa história da Empresa mineira do Lena com mais de 200 anos de atividade.
Mais tarde o Eng.º João Monteiro Conceição que fora muito importante nas minas fundou a empresa Ricel que empregou muitos dos trabalhadores da Empresa Mineira do Lena.